# Condado de Ottawa (Ohio)
El condado de Ottawa (en inglés: Ottawa County), fundado en 1840, es uno de 92 condados del estado estadounidense de Ohio. En el año 2000, el condado tenía una población de 40,985 habitantes y una densidad poblacional de 62 personas por km². La sede del condado es Port Clinton. El condado recibe su nombre en referencia a la tribu Ottawa. El condado forma parte del área metropolitana de Toledo.

## Geografía
Según la Oficina del Censo, el condado tiene un área total de 1,515 km², de la cual 660 km² es tierra y 855 km² (56.43%) es agua.

### Condados adyacentes
- Condado de Essex, Ontario, Canadá (norte, a través del Lago Erie)
- Condado de Erie (sureste)
- Condado de Sandusky (sur)
- Condado de Wood (oeste)
- Condado de Lucas (noroeste)

## Demografía
Según la Oficina del Censo en 2000, los ingresos medios por hogar en el condado eran de $44,224, y los ingresos medios por familia eran $51,919. Los hombres tenían unos ingresos medios de $39,823 frente a los $$24,727 para las mujeres. La renta per cápita para el condado era de $21,973. Alrededor del 5.90% de la población estaban por debajo del umbral de pobreza.

## Transporte

### Interestatales
| - Interestatal 80 - Interestatal 90 |

### Rutas estatales
| - Ruta Estatal de Ohio 2 - Ruta Estatal de Ohio 19 - Ruta Estatal de Ohio 51 - Ruta Estatal de Ohio 53 | - Ruta Estatal de Ohio 105 - Ruta Estatal de Ohio 163 - Ruta Estatal de Ohio 269 - Ruta Estatal de Ohio 590 |

## Municipalidades

### Ciudades
- Port Clinton

### Villas
| - Clay Center - Elmore - Genoa - Marblehead | - Oak Harbor - Put-in-Bay - Rocky Ridge |

### Áreas no incorporadas
| - Blackberry Corner - Camp Perry - Catawba Island - Curtice - Danbury | - Elliston - Forest Park - Graytown - Grodis Corner - Gypsum - Hickory Grove | - Isle St. George - Lacarne - Lakeside - Limestone - Locust Point | - Martin - Middle Bass - Trowbridge - Williston - Yale |

### Municipios
El condado de Ottawa está dividido en 12 municipios:
| - Allen - Bay - Benton - Carroll | - Catawba Island - Clay - Danbury - Erie | - Harris - Portage - Put-in-Bay - Salem |